# Blauen (collines)
Pour les articles homonymes, voir Blauen (homonymie).
Le Blauen est une chaîne de collines du massif du Jura qui marque la frontière entre le canton de Bâle-Campagne (Laufental) et le canton de Soleure, en Suisse.

## Géographie
Le Blauen s'étend en direction est-ouest et atteint une hauteur maximale de 837 mètres. La crète de sa partie la plus occidentale marque la frontière naturelle entre la Suisse et la France. Il marque la ligne de partage des eaux entre la Birse et la Birsig.

## Sources
- Description

- (de) Cet article est partiellement ou en totalité issu de l’article de Wikipédia en allemand intitulé « Blauen (Jura) » (voir la liste des auteurs).